# Tækkearbejde på gammel gård i Vinkel
|  | Denne artikel er oprettet af botten Steenthbot ud fra en ekstern database. Den kan derfor have sproglige fejl eller mangler. Denne skabelon kan fjernes efter kontrol af indholdet. |

Tækkearbejde på gammel gård i Vinkel er en dansk dokumentarisk optagelse fra 1930.

## Handling
Optagelser af det gamle håndværk tækning i Vinkel ved Viborg.